# Shima
Shima (jap. 志摩市 Shima-shi) – miasto w Japonii, w prefekturze Mie, w środkowej części wyspy Honsiu (Honshū).

## Położenie
Miasto leży w południowej części prefektury Mie nad Oceanem Spokojnym.
W prefekturze Mie sąsiaduje z miastami:
Ise i Toba. 
Shima położone jest nad zatoką Ago znaną jako miejsce założenia pierwszej na świecie hodowli pereł morskich. Hoduje się je do dziś.  

## Historia
- 1 października 2004 – miasto powstało z połączenia miasteczek Shima, Ago, Isobe, Daio i Hamajima.

## Miejsca warte zwiedzenia
- Park Narodowy Ise-Shima
- Cztery Mosty Shima
- Chram Izawa-no-miya
- Ishibotoke - Kamienny budda